# Barátok közt (18. évad)
A Barátok közt 18. évadát 2015. július 13. és 2016. július 15. között vetítette az RTL Klub.

## Az évad szereplői
- Asztalos Kristóf (Hajnal János) (2016. májustól)
- Bartha Zsolt (Rékasi Károly) (2016. február–augusztus)
- Bartha Krisztián (Seprenyi László) (2016. februárig, június, júliustól)
- Bende Brigitta (Berki Szofi)
- Berényi Attila (Domokos László)
- Berényi Ágnes (Gubík Ági)
- Berényi Claudia (Ábrahám Edit) (2016. május)
- Berényi Júlia (Mérai Katalin)
- Berényi Miklós (Szőke Zoltán)
- Berényi Tímea (Jelinek Éva) (2016. januárig, május)
- Bognár Valéria (Szegfű Ildikó)
- Bokros Ádám (Solti Ádám)
- Bokros Gizella (Gyebnár Csekka)
- Bokros Linda (Munkácsy Kata)
- Dr. Balogh Nóra (Varga Izabella)
- Dr. Mórocz Emília (Sztárek Andrea) (2016. februártól)
- Dr. Petrik Gedeon (Gáspár András)
- Dunai Lili (Sztarenki Dóra) (2016. februártól)
- Endrődi Renáta (Pető Zsófia)
- Fekete Alíz (Nagy Alexandra)
- Fekete Bözsi (Szilágyi Zsuzsa)
- Fekete Luca (Koller Virág)
- Gál Irma (Borbáth Ottília) (2016. áprilistól)
- Haller Andor (Lengyel Ferenc)
- Halmos Ferenc ’Fasírt’ (Fischer Norbert)
- Holman Hanna (Nyári Diána)
- Illés Máté (Puha Kristóf)
- Illés Péter (Kiss Péter Balázs)
- Jakab Roland (Kurkó J. Kristóf)
- Juhász Gabriella (Peller Anna) (2016. július–augusztus)
- Kasznár Emil (Mészáros Máté)
- Kertész Kornél (Somogyi Milán)
- Kertész Vilmos (Várkonyi András)
- Korlay János (Linka Péter)
- Kővári Natasa (Mezei Léda) (2016. februártól)
- Leitold Piros (Fazekas Júlia) (2016. júliustól)
- Markovics Milán (Venczli Alex) (2016. novembertől)
- Mayer Ottó (Pribelszki Norbert)
- Molnár Stella (Draskóczy Bora) (2016. júliustól)
- Nagy Tóbiás (Józan László)
- Nádor Kinga (Balogh Edina) (2016. április)
- Novák László (Tihanyi-Tóth Csaba)
- Oravecz Nikol (Csomor Ágnes)
- Pécsi Margó (Antal Olga)
- Salamon ’Sas’ Zsolti (Kerekes József) (2016. február–április)
- Schneider Ludwig (Zubornyák Zoltán) (2016. márciusig, május, július, szeptembertől)
- Serfőző Áron (Buzási Máté)
- Szilágyi Andrea (Deutsch Anita)
- Szilágyi Oszkár (Z. Lendvai József)
- Szentesi Olívia (Fekete Judit)
- Szentmihályi Zsófia (Lékai-Kiss Ramóna) (2016. márciusig, júniustól)
- Takács Liza (Paku Éva Lilla, Podlovics Laura) (2016. januárig, novembertől)
- Tóth Gábor (Tóth András)
- Veintraub Gigi (Görgényi Fruzsina) (2016. júniustól)
- Veintraub Tamás (Trokán Péter) (2016. májustól)
- Vida Rudi (Csórics Balázs)

## Az évad befejező része
- Vajon hogyan reagál Attila Júlia döntésére?
- Vajon hogy dönt Gigi a vízprojekttel kapcsolatban?
- Sikerül Ágnesnek és Lizának elmenekülni az őrjöngő Ludwig elől?